# عدسة (بصريات)

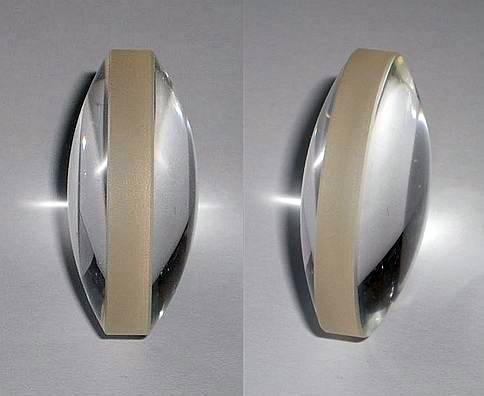
عدسات ثنائية الوجه

العدسة هي جهاز نفاذي بصريات يعمل على تركيز أو تشتيت الأشعة الضوئية بفعل خاصية انكسار الضوء. تتكون العدسة البسيطة من قطعة واحدة شفّافة، بينما تتكون العدسة المركبة من عدة عدسات بسيطة ("عناصر")، عادةً ما تكون مرتبة على محور طولي مشترك يعرف بالمحور البصري. تُصنع العدسات من مواد مختلفة مثل الزجاج أو اللدائن، وهي مسوّاة ومصقولة أو تشكّل بعملية الصبّ بالشكل المطلوب. يمكن للعدسة تركيز الضوء لتشكيل صورة وذلك بعكس الموشور الذي ينكسر خلاله الضوء دون تركيز. الأجهزة التي تعمل بالمثل على تركيز أو تشتيت الموجات والإشعاع بخلاف الضوء المرئي تسمى أيضًا العدسات، مثل العدسات ذات موجات ميكروويف، والمجاهر الإلكترونية النافذة، والعدسات الصوتية، والعدسات الانفجارية.
تستخدم العدسات في العديد من أجهزة التصوير مثل المقراب والمنظار وآلة التصوير. كما تستخدم كمعينات بصرية في النظارات لتصحيح عيوب الرؤية مثل قصر النظر وطول النظر.

## أنواع العدسات البسيطة

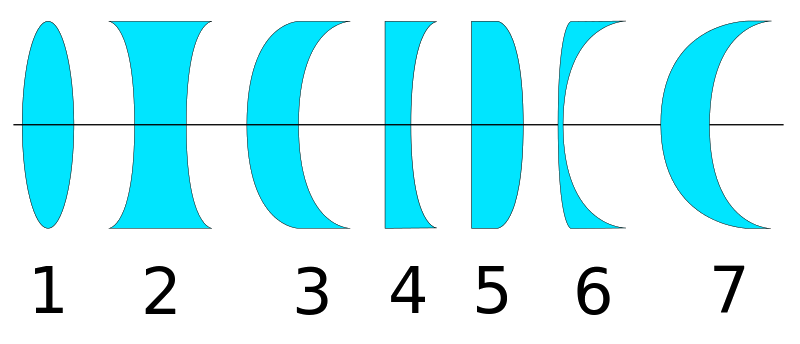
أنواع العدسات البسيطة :(1) العدسة محدبة الوجهين،(2) العدسة مقعرة الوجهين،(3) عدسة محدبة مقعرة،(4) عدسة مستوية مقعرة، (5) عدسة مستوية محدبة،

إن غالبية العدسات هي عدسات كروية، أي عدسات تتكون من سطحين، بحيث أن كل منهما هو جزء من سطح كرة، وبحيث يكون محور العدسة، أي الخط المستقيم الذي يصل بين مركزي الكرتين، عمودياً على كلا السطحين. وطبقا لكيفية انكسار ومرور الضوء في العدسة ونوعية الصور الناتجة عنها، فهي توصف بأنها عدسة محدبة (مجمعة) أو مقعرة (مفرقة).

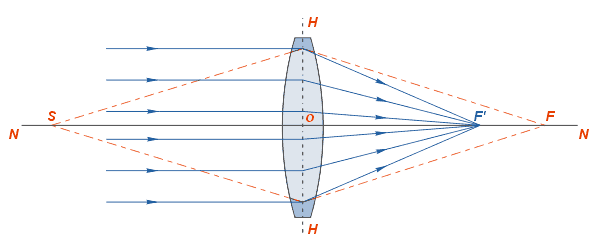
مبدأ عمل العدسة المحدبة: تسمى النقطة F البؤرة، وتسمى المسافة OF البعد البؤري

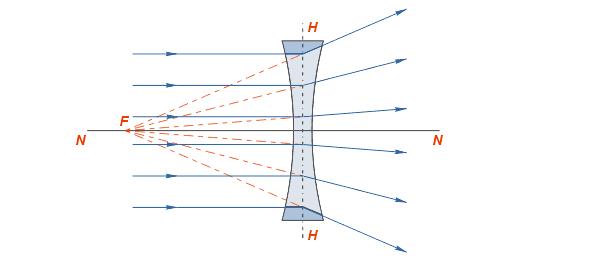
مبدأ عمل العدسة المقعرة: تسمى النقطة F البؤرة التخيلية، وتسمى المسافة بين F ومركز العدسة البعد البؤري

هناك أيضاً نوع آخر وهو العدسات غير الكروية، وهي عدسات فيها أحد السطحين أو كلاهما غير كروي أو إسطواني. بإمكان بعض هذه العدسات أن تنتج صورًا أكثر وضوحًا وذات انحرافات أقل من العدسات الكروية. نخص بالذكر العدسة ذات سطحين على شكل قطع مكافئ، والتي تجعل رزمة من الأشعة الضوئية المتوازية في جهة واحدة تلتقي في نقطة واحدة بالضبط في الجهة الأخرى، وهي البؤرة. غالبًا ما يكون تصنيع مثل هذه العدسات أكثر تكلفًا من العدسات الكروية.
العدسة المحدبة هي وسائل بصرية لإنكسار الضوء أثناء مروره بها، وتصنع من مواد شفافة أيزوتروبية كالزجاج، ولها أسطح كروية حيث يكون سطحا العدسة إما متساويا الإنحناء أو مختلفي الإنحناء، وذلك طبقا للغرض الذي تستخدم العدسة لأجله، وللعدسة المحدبة أيضاً بؤرة حقيقية، لأنها ناتجة عن تجمع الأشعة المنعكسة، غالباً ما يكون بعدها البوري 5 cm. ويعرف الخط الواصل بين مركزي الإنحناء في العدسة الواحدة باسم «محور العدسة».
العدسة المقعرة تكون العدسات ذات تقعر أو تحدب في أحد سطحيها أو كليهم. تركز الأشعة على شكل بؤرة، حيث تحدث انكسارا في الأشعة الضوئية الساقطة على أحد وجهيها. وتستخدم العدسة المحدبة لتجميع الأشعة الضوئية في البؤرة. بينما تستخدم العدسة المقعرة لتفريق الأشعة، وللعدسة المقعرة أيضا بؤرة تخيلية، لأنها فرقت الضوء وتلقتي خلف المرآة. العدسة المقعرة توضح الرؤية من بعيد ولا توضحها عن قرب، وهي تكسر في آلة التصوير أشعة الضوء نحو الخارج فتبدو الأشعة عندئذ وكأنها آتية من صورة أصغر أو أقرب إلى آلة التصوير مما هي في الواقع. كما أن العدسة المقعرة تساعد الاشخاص قريبي النظر على رؤية الأشياء البعيدة، حيث تكسر العدسات المقعرة أشعة الضوء نحو الخارج فتصبح الأشياء البعيدة تبدو قريبة بالنسبة للعين.
يعتمد مسار الأشعة الفعلي عبر العدسة (إن كان لمًا أو تفريقًا) على شكلها، ونوعا العدسات الرئيسيان هما العدسات المحدبة والعدسات المقعرة، وتكون العدسات المحدبة اسمك في وسطها منها في أطرافها بينما تكون العدسات المقعرة اسمك في أطرافها منها في وسطها.
إذا سقطت حزمة من الأشعة الضوئية المتوازية على عدسة محدبة فإنها تتجمع في نقطة واحدة، بالتقريب، هي بؤرة العدسة المحدبة، أما إذا سقطت هذه الحزمة على عدسة مقعرة فإنها تتفرق كما لو أنها صادرة عن بؤرة تقديرية للعدسة. وفي كلا الحالتين تسمى المسافة بين مركز العدسة والبؤرة بالبعد البؤري والذي يعتبر موجباً في العدسة اللامة وسالباً في العدسة المفرقة.

## قانون صاقلي العدسات

مثال لاستخدام العدسات في تركيز الضوء

بالإمكان حساب البعد البؤري لعدسة كروية في الهواء بواسطة قانون صاقلي العدسات:
{\displaystyle {\frac {1}{f}}=({\frac {n_{1}}{n_{2}}}-1)\left[{\frac {1}{R_{1}}}-{\frac {1}{R_{2}}}+{\frac {(n_{1}-1)d}{n_{1}R_{1}R_{2}}}\right],}
بحيث أن:
{\displaystyle f} هو البعد البؤري للعدسة،
{\displaystyle R_{1}} هو نصف قطر السطح الكروي الأقرب إلى مصدر الضوء،
{\displaystyle R_{2}} هو نصف قطر السطح الكروي الأبعد عن مصدر الضوء،
{\displaystyle n_{1}} هو معامل انكسار الضوء في المادة المصنوعة منها العدسة
{\displaystyle n_{2}} هو معامل انكسار الضوء في المادة المحيطة للعدسة و
{\displaystyle d} هو سمك العدسة.
في القانون أعلاه:
- إذا كان السطح الأول محدبًا يعتبر {\displaystyle R_{1}} موجباً، ويعتبر سالباً إذا كان السطح مقعراً
- وبالعكس للسطح الثاني: فيكون موجبًا لسطح مقعر، وسالباً لسطح محدب
- إذا كان أحد السطحين مستويًا فيعتبر نصف قطره لا نهائي

بالإمكان تبسيط القانون إذا كانت العدسة دقيقة، أي إذا كان {\displaystyle d} صغيراً بالنسبة لـ{\displaystyle R_{1}} و{\displaystyle R_{2}}:
{\displaystyle {\frac {1}{f}}=({\frac {n_{1}}{n_{2}}}-1)\left[{\frac {1}{R_{1}}}-{\frac {1}{R_{2}}}\right],} 
تدعى القيمة {\displaystyle {\frac {1}{f}}} قوة العدسة، وتقاس بوحدة ديوبتر التي تعادل (متر1−). قوّة العدسة تتسم في قدرتها على «طي» حزمة من الأشعة الضوئية المتوازية. فكلّما كانت العدسة أقوى، يكون بعدها البؤري أصغر، أي أنّ قدرتها على جعل الشعاع ينكسر أقوى.
لكل عدسة، فإن البعد البؤري يبقى نفسه بغض النظر عن الجهة التي يتواجد فيها مصدر الضوء بالنسبة للعدسة. مع هذا، فإن الخواص الأخرى للعدسات، كمدى الانحرافات المختلفة التي تتسبب بها، قد تكون مختلفة إذا اختلف اتجاه الضوء.

## قانون العدسات الدقيقة
للعدسة خواص تصويرية. فمثلاً، إذا وضعت عدسة لامّة في طريق حزمة أشعة ضوئية متوازية، تلتقي جميعها في نقطة واحدة بالتقريب في الجهة الأخرى للعدسة، هي بؤرة العدسة. وبشكل عكسي، فإذا وضع مصدر ضوء في نقطة هي بؤرة لعدسة لامّة، تخرج الأشعّة من العدسة بشكل حزمة أشعّة ضوئية متوازية. فالحالة الأولى تصف جسمًا بعيدًا جدًا، لدرجة أن الأشعة التي تصل العدسة منه تكون متوازية، وتتكون صورته في البؤرة، وفي الحالة الثانية، فإن جسماً يقف على مسافة بعد بؤري من عدسة، تتكون صورته في اللانهاية. كما ويدعى المستوى المعامد لمحور العدسة والبعيد عنها مسافة f، يدعى المستوى البؤري.
إذا وضعنا جسماً على مسافة u من عدسة بعدها البؤري هو f، وإذا اعتبرنا المسافة عن العدسة التي تتكون فيه الصورة هوv، فتتحقق العلاقة التالية المسماة قانون العدسات الدقيقة:
{\displaystyle {\frac {1}{f}}={\frac {1}{u}}+{\frac {1}{v}}}

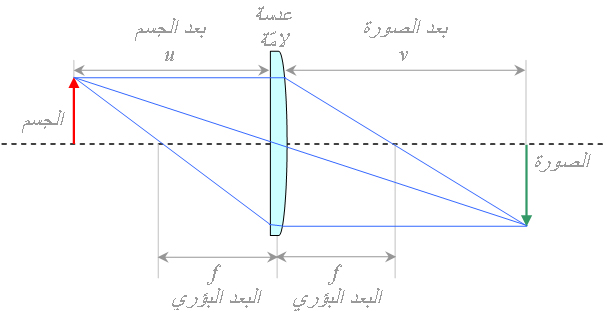
مبدأ عمل العدسة اللامة في التصوير: لاحظ أن الصورة المتكونة حقيقية ومقلوبة ومكبرة

لذا، فإذا وضعنا جسم على بعد u يكون أكبر من بعد العدسة البؤري،f، نحصل على قيمة موجبة لـv، أي أن الصورة حقيقية وتتكون من الجهة الأخرى للعدسة. معنى هذا أنه من الممكن إحضار شاشة ونصبها على بعد v من العدسة ونستطيع عندها رؤية صورة الجسم (مكبرة أو مصغرة)، وهذا هو أساس عملية التصوير.
أما إذا كانت قيمة u أصغر من قيمة f، فتكون قيمة v سالبة، أي أن الصورة تتكون على نفس الجهة الموجود فيها الجسم، وعندها تدعى صورة وهمية، على غرار تلك التي نحصل عليها عند النظر في مرآة مستوية. بعكس الصورة الحقيقية، فلا يمكن نصب شاشة حتى نرى عليها الصورة الوهمية، ولكن إذا ما نظرنا إلى الجسم من خلال العدسة، نستطيع رؤية تلك الصورة على بعد v من العدسة، وهذا هو أساس عمل العدسة المكبرة.
يمكن حساب مدى تكبير العدسة، M بواسطة قانون المثلثات المتشابهة:
{\displaystyle M=-{\frac {v}{u}}={\frac {f}{f-u}}}
حيث أن إشارة M تشير إلى ما إذا كانت الصورة مقلوبة أم لا. إذا كان {\displaystyle \left|M\right|>1}، تكون الصورة أكبر من الجسم، أي نحصل على تكبير. إذا تكونت صورة خيالية، يكون التكبير موجباً دائماً، أي أن الصورة غير مقلوبة بالنسبة للجسم.
القوانين أعلاه تصلح أيضاً للعدسات المفرّقة، مع حفظ إشارة f السالبة لتلك العدسات. لا يمكن تكوين صورة حقيقية بواسطة عدسة مفرّقة، فكل الصور تكون وهمية، أي {\displaystyle v<0}

## الاستخدامات
تستخدم العدسة المحدبة كعدسة مكبرة، فإذا وضع جسم بين العدسة وبؤرتها يرى الناظر من الجهة الأخرى للعدسة صورة مكبرة للجسم على بعد يزيد عن بعد الجسم الفعلي عنها، أما إذا وضع الجسم على بعد من العدسة يزيد عن بعدها البؤري فإنك لن ترى له أي صورة. ولكن يمكنك تلقي صورة حقيقية له (مقلوبة رأسا على عقب) على ورقة أو ستارة في الجهة الأخرى من العدسة. خاصة إذا كان الجسم منيرا أو جيد الإضاءة اما في حالة العدسة المقعرة فهي على العكس من ذلك، فهي تستخدم لتصغير الصورة، حيث أن العدسة المقعرة تكوّن صورة للجسم تقديرية معتدلة (غير مقلوبة) مصغّرة وفي نفس الجهة التي فيها الجسم.

العدسة المحدبة في العين البشرية

## العين البشرية
تحوي العين البشرية عدسة محدبة تتكيف لتجميع الأشعة الواردة عبر حدقة العين على الشبكية في خلفية العين. وقد يحدث أحياناً عند بعض الأشخاص أن تجمع عدسة العين أشعة الضوء في نقطة أمام الشبكية وتسمى هذه الحالة بقصر النظر. وفي حالات أخرى عند بعض الأشخاص تجمع عدسة العين الأشعة الضوئية خلف الشبكية وتسمى هذه الحالة بطول النظر (أو بُعد النظر). وتعالج كلتا الحالتين بعدة طرق منها استخدام النظارات أو العدسات الاصقة أو بعمليات جراحية لتصحيح البصر. وأيضاً هناك مايدعى بالاستجماتزم وعلاجه بالعدسة الإسطوانية أو بالليزر.

## وصلات خارجية
- علم البصريات
- العدسات والمرايا
- العدسات والانكسار نسخة محفوظة 17 ديسمبر 2009 على موقع واي باك مشين.
- العدسات والوضوح
- حساب سمك العدسة